# Bistum Ngozi
Das Bistum Ngozi (lat.: Dioecesis Ngoziensis) ist eine in Burundi gelegene römisch-katholische Diözese mit Sitz in Ngozi. 

## Geschichte
Papst Pius XII. gründete das Apostolische Vikariat Ngozi am 14. Juli 1949 aus Gebietsabtretungen des Apostolischen Vikariates Urundi. Mit der Bulle Cum parvulum wurde es am 10. November 1959 in den Rang eines Bistums erhoben, das dem Erzbistum Gitega als Suffragandiözese unterstellt wurde.
Teile seines Territoriums verlor es zugunsten der Errichtung folgender Bistümer:
- 11. Juni 1959 an das Apostolische Vikariat Usumbura;
- 5. September 1968 an das Bistum Muyinga;
- 13. April 1973 an das Bistum Ruyigi.

## Ordinarien

### Apostolischer Vikar von Ngozi
- Joseph Martin MAfr (14. Juli 1949 – 10. November 1959)

### Bischöfe von Ngozi
- Joseph Martin MAfr (10. November 1959 – 6. Juni 1961, dann Bischof von Bururi)
- André Makarakiza MAfr (21. August 1961 – 5. September 1968, dann Erzbischof von Gitega)
- Stanislas Kaburungu (5. September 1968 – 14. Dezember 2002)
- Gervais Banshimiyubusa (14. Dezember 2002–24. März 2018, dann Erzbischof von Bujumbura)
- Georges Bizimana (seit 17. Dezember 2019)

## Statistik
| Jahr | Bevölkerung | Bevölkerung | Bevölkerung | Priester     | Priester         | Priester       | Priester               | Ständige Diakone | Ordensleute  | Ordensleute      | Pfarreien |
| Jahr | Katholiken  | Einwohner   | %           | Gesamtanzahl | Diözesanpriester | Ordenspriester | Katholiken je Priester | Ständige Diakone | Ordensbrüder | Ordensschwestern | Pfarreien |
| ---- | ----------- | ----------- | ----------- | ------------ | ---------------- | -------------- | ---------------------- | ---------------- | ------------ | ---------------- | --------- |
| 1950 | 249.742     | 694.005     | 36,0        | 53           | 6                | 47             | 4.712                  |                  |              | 39               | 13        |
| 1969 | 452.022     | 603.538     | 74,9        | 71           | 34               | 37             | 6.366                  |                  | 57           | 100              | 15        |
| 1980 | 567.312     | 812.600     | 69,8        | 52           | 36               | 16             | 10.909                 |                  | 42           | 114              | 17        |
| 1988 | 675.566     | 858.368     | 78,7        | 31           | 25               | 6              | 21.792                 |                  | 15           | 85               | 17        |
| 1998 | 700.000     | 920.000     | 76,1        | 49           | 38               | 11             | 14.285                 |                  | 24           | 136              | 17        |
| 2001 | 790.000     | 1.039.078   | 76,0        | 41           | 31               | 10             | 19.268                 |                  | 28           | 138              | 18        |
| 2003 | 937.373     | 1.109.094   | 84,5        | 58           | 43               | 15             | 16.161                 |                  | 46           | 199              | 18        |
| 2013 | 992.897     | 1.287.273   | 77,1        | 67           | 57               | 10             | 14.819                 |                  | 28           | 245              | 24        |
| 2016 | 1.098.047   | 1.369.548   | 80,2        | 82           | 71               | 11             | 13.390                 |                  | 30           | 222              | 26        |
| 2019 | 1.214.329   | 1.553.274   | 78,2        | 104          | 90               | 14             | 11.676                 |                  | 39           | 242              | 27        |